# Art rock
Art rock je rock glazba, koja u sebi nosi mnogo različitih žanrova i koja se ne može svrstavati u ostale rock žanrove. Svaki art rock izvođač je vrlo unikatan i teško se može uspoređivati s drugim izvođačima rock glazbe. Naziv je nastao krajem '70.-ih godina 20. stoljeća. Od oko 2000. godine, u ovaj se glazbeni žanr svrstavaju glazbenici, koji sviraju progresivni rock i koji se ne mogu svrstati u druge podžanrove rock glazbe.

## Grupe
- Bloc party
- Pink Floyd
- Gentle Giant
- King Crimson
- Mike Oldfield
- Rush
- Sonic Youth
- Supertramp
- The Mars Volta
- Van der Graaf Generator
- Queen